# Усть-Илимск (аэропорт)
Аэропорт Усть-Или́мск принял первый рейс Иркутск — Усть-Илимск в феврале 1980 года. Расположен в 22 км северо-западней города Усть-Илимска Иркутской области. В 2001 году прекратил свое существование и исключён из Реестра гражданских аэродромов РФ.
В августе 2013 года получил статус аэродромной площадки; взлётно-посадочная полоса была сокращена до одной тысячи метров, тогда же были возобновлены авиарейсы до Иркутска. Все капитальные здания и сооружения за время бездействия аэропорта были проданы в счёт долгов авиапредприятия или разобраны нелегально. В 2019 году силами группы «Илим» построено здание аэровокзала и топливозаправочная станция, введение в строй которой позволяет выполнять рейсы в Иркутск и в Красноярск без дополнительной дозаправки в Братске, в 2023 году вновь получен статус аэродрома.На данный момент выполняются рейсы автокомпании ИрАэро на самолёте Ан-24 по сообщению на Иркутск.

## История
Аэропорт был запущен в эксплуатацию в 1980 году.
- 05 февраля 1980 г. — первый рейс Усть-Илимск — Иркутск на Як-40.
- 25 августа 1988 г. — в аэропорту Усть-Илимска приземлился первый Ту-154.
- 1989 г. — построено и сдано в эксплуатацию здание гостиницы.
- 5 мая 1993 г. — введен в эксплуатацию новый аэровокзал в Усть-Илимске на 450 пасc/час.
- 05 июня 1994 г. — в Усть-Илимском аэропорту впервые приземлился Боинг-757-200.
- 13 октября 1994 г. — в аэропорту сданы в эксплуатацию телескопические трапы, первые и единственные на тот момент в Сибири.
- 1997 г. — югославскими специалистами произведены ремонт и удлинение взлетно-посадочной полосы до 3100 м, построен современный командно-диспетчерский пункт.
- 20 июня 2001 г. — из аэропорта вылетел последний пассажирский рейс в Иркутск.
- 25 декабря 2001 — 26 декабря 2001 г. — из аэропорта вылетел последний грузовой рейс.

В 2002 году после того, как долги авиапредприятия кредиторам превысили 40 млн рублей, деятельность аэропорта была прекращена, а в 2005 году окончательно завершилась процедура банкротства. За это время здание аэровокзала и прилегающая инфраструктура сильно разрушились, их реконструкция и восстановление требует огромных затрат. Во время процедуры банкротства имущество предприятия и часть объектов были реализованы, некоторые из них переданы в ведение Усть-Илимского района. Поскольку территория аэропорта не охраняется с 2002 года, остальное имущество за это время было разворовано. Местная молодёжь использует ВПП для гонок на автомобилях.

Вопрос реанимации аэропорта поднимался неоднократно, интерес к этому проявляли ряд московских компаний, Братское авиапредприятие, а также немецкая авиакомпания Lufthansa. Так или иначе компании отказывались от покупки аэропорта по различным причинам. Администрация Усть-Илимского района передала аэропорт на баланс п. Невон безвозмездно.
14 июня 2013 г. Постановлением Администрации города Усть-Илимска от 14.06.2013 г. № 405 принято решение о создании организации-эксплуатанта — МУП «Посадочная площадка (Аэропорт) города Усть-Илимска». 25.06.2013 предприятие официально зарегистрировано.
26 июня 2013 г. Решением Городской Думы города Усть-Илимска от 26.06.2013 г. № 57/392 "О принятии недвижимого имущества из муниципальной собственности муниципального образования «Усть-Илимский район» в муниципальную собственность муниципального образования «город Усть-Илимск» объекты аэропорта были приняты в собственность города.
С 28 августа 2013 года возобновились рейсы до Иркутска. Аэропорт Усть-Илимска возобновил свою работу после 11-летнего перерыва.
С мая 2016 г. регулярное авиасообщение, в связи с финансовыми проблемами у авиакомпании ПАНХ, осуществлявшей ранее авиаперевозки, вновь было закрыто. Несмотря на это, есть планы, касающиеся дальнейшего развития аэропорта.
Июль 2017 — рейсы совершает авиакомпания СиЛА (Сибирская Лёгкая Авиация) на Ан-28.
24 апреля 2019 года — открыто новое здание пассажирского терминала.
18 ноября 2021 года — первый регулярный рейс авиакомпании «ИрАэро» из Иркутска на самолетах Ан-24 (по другим данным, Ан-26). Всего было выполнено два рейса, далее полёты продолжились на самолётах L-410.
20 июня 2023 года — посадочной площадке выдан сертификат аэродрома категории «Г».
По состоянию на начало 2024 года, авиакомпания СиЛА совершает из Иркутска 4-5 рейсов в неделю.

## Технические характеристики
Принимаемые ранее типы ВС: Cessna Grand Caravan, L-410, Ан-24, Ан-26, Ан-28.
Принимавшиеся ранее типы ВС: Ан-124, Ан-148, Ил-62, Ил-76, Ту-134, Ту-154, Ту-204, Ту-214, Як-40, Як-42, Airbus A319, Airbus A320, Airbus A321, ATR 42, ATR 72, Boeing 737, Boeing 757, Bombardier CRJ, Bombardier Dash 8, Sukhoi Superjet 100.
В аэропорту имелся аэровокзал (450 пасс./час), оборудованный двумя телескопическими трапами, в настоящее время разрушенный.

## Маршрутная сеть
| Авиакомпания | Направления | Типы ВС      |
| ------------ | ----------- | ------------ |
| СиЛА         | Иркутск     | L-410, Ан-28 |

## Статистика
| Год  | Всего пассажиров | Измен.    | Внутренние | Международные | Самолето- вылеты | Грузы и почта, т. |
| ---- | ---------------- | --------- | ---------- | ------------- | ---------------- | ----------------- |
| 2013 | 500              | + 100 % ▲ | 500        | 0             | 68               | 0.14              |
| 2014 | 979              | + 95,8% ▲ | 979        | 0             | 128              | 0.3               |
| 2015 | ?                |           | ?          | 0             | ?                |                   |
| 2016 | ?                |           | ?          | 0             | ?                |                   |
| 2017 | 1500             |           | 1500       | 0             | ?                | 0                 |
| 2018 | 4044             |           | 4044       | 0             | 159              | 0                 |
| 2019 | 3298             |           | 3298       | 0             | 127              | 0                 |

## Происшествия и катастрофы
29 октября 1994 г. — катастрофа Ан-12А (RA-11790) авиакомпании «Аэроника» выполнявшего рейс из Южно-Сахалинска. При подлете к ДПРМ (дальний приводной радиомаяк, удален от торца ВПП на 4 км) самолет внезапно клюнул носом и под углом около 50 градусов столкнулся со склоном сопки в 2100 м от ВПП. Перевозил 12 тонн рыбы и 4 легковых автомобиля. Погибли 23 чел. (экипаж — 7 чел., пассажиры — 16 чел.).
09 августа 1998 г. — рейс Усть-Илимск — Москва, Ту-154 авиакомпании «Истлайн», 97 пассажиров на борту, произошла попытка теракта. Стюардессой была обнаружена записка с требованием заплатить 621 тысячу рублей (100 тысяч долларов по тогдашнему курсу), в противном случае неизвестный угрожал взорвать самолет. Террорист найден не был, все пассажиры покинули самолет. Позже следственные действия позволили выявить террориста, им оказался 19-летний учащийся усть-илимского ПТУ.

## Этапы восстановления
11.07.2012 г. — в ходе рабочего визита губернатор Иркутской области Сергей Ерощенко считает возможным восстановить деятельность аэропорта в любой момент при постоянном наличии пассажиров. По предварительным оценкам стоимость перелета Усть-Илимск — Братск может составить около 4 000 рублей.
26.09.2012 г. — в Иркутске прошло заседание рабочей группы под руководством первого заместителя Председателя Правительства Иркутской области Н. В. Слободчикова по восстановлению работы аэропорта г. Усть-Илимска.
По результатам совещания было решено проводить восстановительные работы в два этапа:
1. Организация вертолетной площадки, с выполнением рейсов Усть-Илимск — Братск со стыковкой к рейсу Братск — Иркутск (март 2013 г.[17]).
2. Разработка технико-экономического обоснования развития аэропорта для приема воздушных судов 2-3 классов (Ан-12, Ан-24, Ан-26, Ан-30, Ан-74, Ил-18, Ил-114, Ту-134, Як-40, Як-42).

02.10.2012 г. — на городской планёрке, мэр города Владимир Ташкинов сообщил, что нужно найти специалистов, которые ранее работали в аэропорту, чтобы привлечь их опыт и знания для решения вопросов, которые будут возникать в ходе работы над восстановлением аэропорта.
27.11.2012 г. — по словам депутата Законодательного Собрания Иркутской области Романа Незовибатько, решением проблемы возобновления работы Усть-Илимского аэропорта занимается региональное правительство и местные власти. Первым этапом станут вертолетные рейсы до Братска запущенные ориентировочно весной 2013 года. Вторым этапом станет организация самолетного сообщения с Иркутском. В дальнейшем Аэропорт в Усть-Илимске имеет все шансы стать международным.
14.06.2013 г. — принято решение о создании Муниципального унитарного предприятия «Посадочная площадка (Аэропорт) города Усть-Илимска» (постановление Администрации города Усть-Илимска от 14.06.2013 г. № 405)
09.07.2013 — Николай Мезенцев назначен директором муниципального предприятия «Усть-Илимский аэропорт». Со слов руководителя аэропорта первые самолеты вылетят ориентировочно в конце августа этого года. В планах — осуществление перелетов до Иркутска, Красноярска, Новосибирска на самолетах типа L-410, Ан-28 и Cessna Caravan. При условии оформления дотации — федеральной или областной — цена за перелет до Иркутска составить чуть ниже стоимости купе — согласно железнодорожным тарифам. Ориентировочно цена составит около 4,5 тысяч рублей — таковы данные от авиакомпаний, которые уже изъявили желание летать в Усть-Илимск..
19.08.2013 — совершён первый после одиннадцатилетнего перерыва регулярный авиарейс Иркутск — Усть-Илимск — Иркутск. Перелет состоялся на девятиместном самолете Cessna 208B Grand Caravan. Для запуска регулярного рейса в Усть-Илимск была проведена предварительная работа — получены все необходимые документы на авиаперевозки, готов аэронавигационный паспорт, установлено модульное здание аэровокзала и охранный пункт. Следующим этапом станет проработка вопроса запуска в Усть-Илимск самолета вместимостью около 30 человек.
12.01.2014 — изменён маршрут следования самолета Иркутска — Усть-Илимск, теперь рейсы будут выполняться три раза в неделю — вторник, четверг и воскресенье по маршруту Иркутск — Нижнеудинск — Усть-Илимск, также на этом маршруте авиакомпания «ПАНХ» поменяла самолеты. Теперь вместо девятиместной Cessna Caravan рейсы будут выполняться на самолете L-410, он более вместительный.
10.02.2014 — изменилось расписание авиарейсов. Авиасообщение осуществляется два раза в неделю: четверг, воскресенье. Выполняются рейсы № ШС-9116 — «Улан-Удэ-Иркутск-Братск-Усть-Илимск» и № ШС-9117 — «Усть-Илимск-Иркутск-Улан-Удэ».
25.09.2014 г. — заместитель Губернатора Иркутской области Дубровин Сергей Иннокентьевич заявил о том, что главной задачей на ближайшее время будет восстановление авиационного сообщения в полном объеме. На ближайшее время планируется как минимум три рейса в Иркутск, в дальнейшем — ежедневные, а в перспективе и несколько рейсов в день.
07.10.2014 — на сайте Законодательного собрания Иркутской области появилась новость о том, что в 2015 году в Усть-Илимске будет построено новое здание аэровокзала. Здание планируется построить из дерева по проекту «Братскэнергопроект». Инициатором строительства выступил депутат заксобрания Дубас Анатолий Анатольевич.
06.01.2015 — выполнен пробный рейс по маршруту «Иркутск-Нижнеудинск-Усть-Илимск» на 17-ти местном самолет L-410, вместо Cesna Grand Caravan 208B. Рейсы выполняются три раза в неделю — вторник, четверг, воскресенье.
март 2015 — началось строительство деревянного здания аэровокзала на 150 чел. Аэровокзал планируется сдать летом 2015 г. Получено 15 млн.руб. на приобретение приводной радиостанции для приема самолетов большего класса. На лето 2015 г. запланирован переход на самолет Ан-24.
10.02.2016 — к усть-илимскому аэропорту подведены две линии электропередач по 35кВ.
09.03.2016 — авиакомпания «ИрАэро» намерена запустить новый авиарейс в Усть-Илимск на Ан-24.
22.03.2016 — перелёты из Усть-Илимска в Иркутск и обратно были прекращены по причине финансовых трудностей авиакомпании «ПАНХ».
29.03.2016 — полёты по маршруту «Иркутск — Нижнеудинск — Усть-Илимск» осуществляются на арендованном самолёте Читинской авиакомпании «Аэросервис». Самолёт такого же класса, что и летал ранее — L-410, рассчитанный на 17 посадочных мест.
01.05.2016 — Усть-Илимск остался без авиасообщения. Авиакомпания «ПАНХ» из-за внутренних финансовых проблем прекратила перевозки по субсидируемому маршруту «Иркутск — Нижнеудинск — Усть-Илимск».
23.06.2016 — мэр Усть-Илимска Вакиль Тулубаев сообщил о том, что группа «Илим» направит 100 млн.руб. на развитие Усть-Илимского аэропорта.
12.09.2016 — возобновление авиасообщения по маршруту «Иркутск-Нижеудинск-Усть-Илимск» дальневосточной авиакомпанией «СиЛА» на 17-ти местном самолете Ан-28.
01.10.2016 — авиасообщение по маршруту «Иркутск-Нижнеудинск-Усть-Илимск» авиакомпанией «СиЛА» вновь остановлено.
12.05.2017 — подписано соглашение между Министерством жилищной политики, энергетики и транспорта и организатором перелётов ООО «Сибирская легкая авиация» о возобновлении перелетов.
18.05.2017 — министр жилищной политики, энергетики и транспорта Иркутской области Артур Сулейменов на сессии Законодательного Собрания заявил, что к 2018 году в Усть-Илимске должен быть построен аэровокзал. Сообщается, что восстанавливать аэропорт начнут при финансовом участии группы «Илим».
22.05.2017 — возобновлено авиасообщение по маршруту «Усть-Илимск — Иркутск — Усть-Илимск» на самолёте Ан-28 авиакомпании ООО «СиЛА». Рейсы три раза в неделю: понедельник, среда, пятница. Стоимость билета — 4830 руб. В период с 22 по 31 мая 2017 года по маршрутам «Усть-Илимск-Иркутск» и «Иркутск-Усть-Илимск» авиакомпания «СиЛА» предоставила услуги 105 пассажирам, за июнь — 325, за июль — 366, за август — 365.
14.12.2017 — развитие аэропорта в Усть-Илимске будет продолжаться. Будет приобретен аэродромный топливозаправщик. После этого будет заказан проект здания аэропорта на 50 пасс/час.
март 2018 — аэропорт Усть-Илимска передали в областную собственность.
05.10.2018 — проектирование аэропорта города Усть-Илимска планируется закончить в 2019 году. Об этом сообщил губернатор Иркутской области Сергей Левченко на пресс-конференции 5 октября.
24.04.2019 — введён в строй новый пассажирский терминал: аэропорт Усть-Илимска вновь действует.
05.06.2019 — с начала года выполнено 88 рейсов. Услугами авиасообщения воспользовалось 2217 пассажиров: по направлению «Иркутск — Усть-Илимск» вылетело 1046 человек, по маршруту «Усть-Илимск — Иркутск» — 1 171 человек. Перелеты осуществляются на самолетах Ан-28 и L-410.
04.11.2019 — возобновлено авиасообщение по маршруту «Усть-Илимск — Красноярск — Усть-Илимск» на самолёте Ан-28 авиакомпании ООО «СиЛА». Рейсы выполняются три раза в неделю: в понедельник, среду и пятницу. Стоимость билета — 4100 руб.
ноябрь 2021 — два пробных рейса авиакомпании «ИрАэро» из Иркутска до Усть-Илимска на самолетах Ан-24, подтвердивших возможность приема подобных самолетов.
20.06.2023 — посадочной площадке выдан сертификат аэродрома категории «Г».